# Rubén Noceda
Rubén Antonio Noceda Roca (Asunción, Paraguay, 11 de mayo de 1931-9 de abril de 2007) fue un futbolista paraguayo, desempeñándose como arquero. Fue campeón con la Selección de fútbol de Paraguay en el Campeonato Sudamericano 1953.

## Trayectoria
Inició su carrera en las categorías inferiores del Club Presidente Hayes y debutó en el primer equipo en 1946, y jugó hasta 1956, donde ganó el único título paraguayo de 1ª división en la historia del club en 1952. Luego jugó en el Perú con el Club Atlético Chalaco. También formó parte de la Selección de fútbol de Paraguay que participó en la Campeonato Sudamericano 1953, que finalmente fue ganada por Paraguay.

## Clubes
| Club                  | País     | Temporada |
| --------------------- | -------- | --------- |
| Club Presidente Hayes | Paraguay | 1946-1956 |
| Club Atlético Chalaco | Perú     | 1957-1958 |

## Palmarés

### Campeonatos nacionales
| Título                       | Club                  | País     | Año  |
| ---------------------------- | --------------------- | -------- | ---- |
| Primera División de Paraguay | Club Presidente Hayes | Paraguay | 1952 |

### Campeonatos internacionales
| Título                       | Club                            | País     | Año  |
| ---------------------------- | ------------------------------- | -------- | ---- |
| Campeonato Sudamericano 1953 | Selección de fútbol de Paraguay | Paraguay | 1953 |